# Sritattvanidhi
Sritattvanidhi (Śrītattvanidhi), de illustere schat van werkelijkheden, is een iconografisch verhandeling die in de 19e eeuw geschreven is door de orde van de toenmalige maharadja van Mysore, Krishnaraja Wodeyar III. Er zijn rond de vijftig werken die aan de maharadja worden toegeschreven.
Het werk bestaat uit negen secties:
- Shakti nidhi
- Vishnu nidhi
- Shiva nidhi
- Brahma nidhi
- Graha nidhi
- Vaishnava nidhi
- Shaiva nidhi
- Agama nidhi
- Kautuka nidhi